# Einjähriger Ziest
Der Einjährige Ziest (Stachys annua) ist eine Pflanzenart in der Familie der Lippenblütler (Lamiaceae). Er wurde wie der ähnliche Aufrechte Ziest in manchen Gegenden als Heilmittel gebraucht.

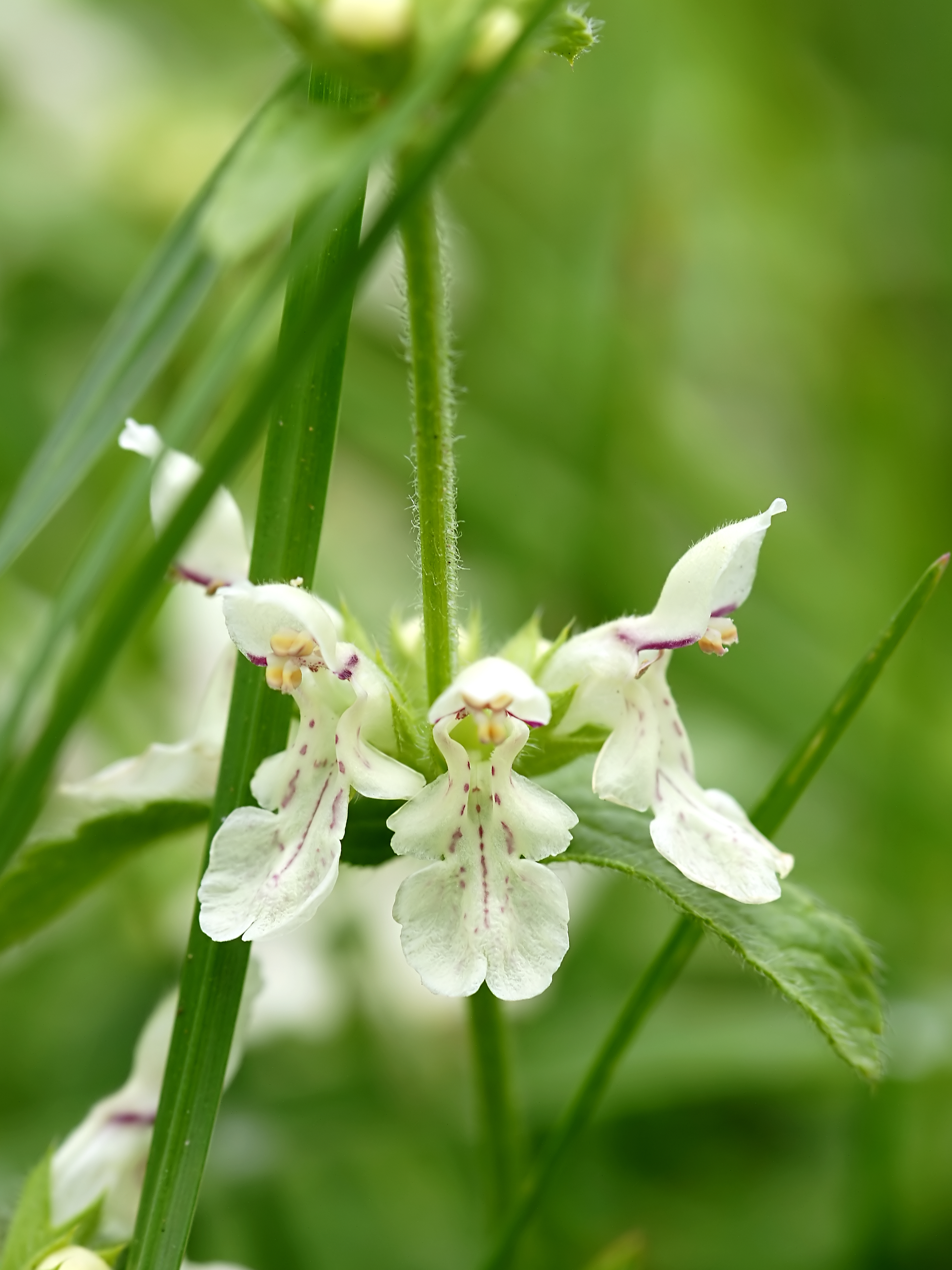
Blütenstand

## Erscheinungsbild

### Vegetative Merkmale
Die einjährige, krautige Pflanze erreicht eine Wuchshöhe von 10 bis 30 cm. Der Stängel wächst aufrecht und ist meist stark ästig. Er ist wie die Blätter fast kahl oder nur kurz und weich behaart. Die Laubblätter sind länglich-elliptisch, fein gekerbt bis mehr oder weniger ganzrandig, 2 bis 5 cm lang und 0,5 bis 1,5 cm breit. Die unteren sind gestielt, die oberen sitzend und nahezu lanzettlich geformt.

### Generative Merkmale
Die Blüten sind kurz gestielt, etwa 1,5 Zentimeter lang und sitzen in 2- bis 8-blütigen, meist jedoch 6-blütigen Scheinquirlen. Die unteren Scheinquirle sind um Hochblattlänge getrennt, die oberen einander stark genähert. Der Kelch ist röhrig-glockig, seine Röhre ist etwa 3 bis 5 Millimeter lang. Die Krone ist von blass-schwefelgelber Farbe und außen flaumig behaart. Die Kelchzähne sind weichhaarig-stachelspitzig. Die 3 oberen Kelchzähne sind oberlippenartig gekrümmt. Die Krone hat eine gerade, über dem Haarring etwas ausgesackte Röhre, die die Kelchzähne deutlich überragt. Doe Oberlippe der Blütenkrone ist fast flach, an den Rändern etwas rückwärts gebogen und 4 bis 5 Millimeter lang. Die Unterlippe ist etwas länger, bräunlich gezeichnet und besitzt 3 rundliche, etwas gekerbte Lappen. Die Staubbeutel ragen oft unter der Oberlippe etwas hervor. Die Staubfäden sind nur am Grund behaart. 
Die Nüsschen sind ca. 2 mm lang, stumpfkantig, sehr fein punktiert und von schwarzbrauner Farbe.
Der Einjährige Ziest blüht vorwiegend in den Monaten von Juni bis Oktober.
Die Chromosomenzahl beträgt 2n = 34.

## Verbreitung und Standortansprüche
Der Einjährige Ziest wächst in Getreide- und Hackfruchtäckern, Kiesgruben, Brachen und z. B. an Bahndämmen. Er bevorzugt warme, trockene und vor allem kalkreiche Böden. Er wächst gern am Rand der Äcker, was schon Carl von Linné beobachtete (ad margines agrorum).
Der Einjährige Ziest kommt von Europa bis zum fernöstlichen Russland vor.   Er ist ein ost-submediterranes Florenelement. Er ist in Mitteleuropa eine Charakterart des Verbands Caucalidion lappulae. Er steigt im Kanton Wallis bis 1150 Meter, im Engadin bei Zernez bis 1470 Meter Meereshöhe auf.
In Österreich ist die Pflanze im pannonischen Gebiet häufig, ansonsten zerstreut bis selten vorkommend. 
Die ökologischen Zeigerwerte nach Landolt et al. 2010 sind in der Schweiz: Feuchtezahl F = 2+w (frisch aber mäßig wechselnd), Lichtzahl L = 4 (hell), Reaktionszahl R = 4 (neutral bis basisch), Temperaturzahl T = 4 (kollin), Nährstoffzahl N = 4 (nährstoffreich), Kontinentalitätszahl K = 4 (subkontinental).

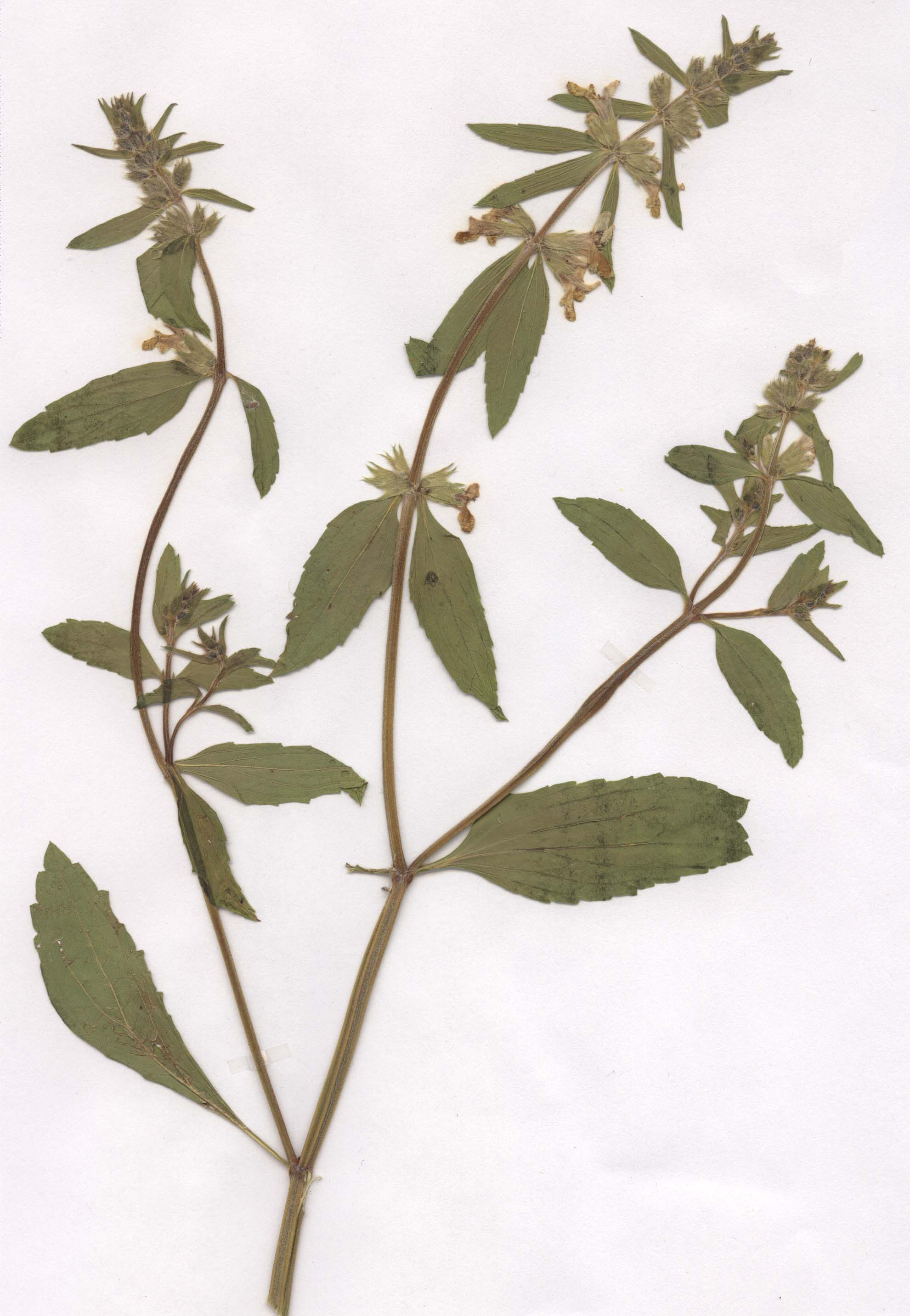
Einjähriger Ziest (Stachys annua, Herbarbeleg)

Der Einjährige Ziest ist in Deutschland selten. Er kommt vor allem im mittleren Teil, so etwa Rheintal, Jura und Muschelkalkgebiete und bis ins Allgäu vor. Darüber hinaus erscheint er meist nur adventiv.
Der Einjährige Ziest ist ein aus dem Orient stammender Archaeophyt.

## Ökologie
Der Einjährige Ziest wurzelt bis zu 50 Zentimeter tief.

## Taxonomie und Systematik
Der Einjährige Ziest wurde 1753 durch Carl von Linné in Species Plantarum, Tomus 2, S. 573 als Betonica annua erstbeschrieben. Er selbst versetzte sie 1763 in der 2. Auflage dieses Werks in die Gattung Stachys in Species Plantarum, ed. 2, Band 2, S. 813 als Stachys annua (L.) L.
Man kann folgende Unterarten und Varietäten unterscheiden:
- Stachys annua subsp. ammophila (Boiss. & Blanche) Sam.: Sie kommt in der südlichen Türkei und im Gebiet von Syrien und Libanon vor.[4]
- Stachys annua subsp. annua: Sie kommt von Europa bis zum fernöstlichen asiatischen Russland vor.[4]
- Stachys annua subsp. cilicica (Boiss.) R.Bhattacharjee: Sie kommt in der südlichen und in der nördlichen Türkei vor.[4]
- Stachys annua var. lycaonica R.Bhattacharjee: Sie kommt in der zentralen Türkei vor.[4]

## Artenschutz
Gefährdung in Deutschland: Kategorie 3: gefährdet ! Die Art sollte wegen ihrer Seltenheit und Gefährdung nicht gesammelt werden.